# Wojdsek
Wojdsek – polski budowniczy kościołów za czasów Mieszka I. Prawdopodobnie uczył się budownictwa w Italii. Jest najdawniejszym polskim budowniczym kościołów znanym z imienia.